# Tyler Posey
Tyler Garcia Posey (Santa Monica, Californië, 18 oktober 1991) is een Amerikaans acteur en muzikant.
Hij is vooral bekend door zijn rol van Scott McCall in de MTV-serie Teen Wolf.

## Filmografie

### Films
- 2000: Men of Honor - Jongen
- 2002: Collateral Damage - Mauro
- 2002: Maid in Manhattan - Ty Ventura
- 2005: Inside Out - Obert
- 2007: Veritas, Prince of Truth - Mouse Gonzalez
- 2010: Legendary - Billy Barrow
- 2011: Our Deal - Lucky
- 2012: White Frog - Doug
- 2013: Scary Movie 5 - David
- 2013: The Giving Tree - zichzelf
- 2014: Snackpocalypse - Thor
- 2016: Yoga Hosers - Gordon Greenleaf
- 2018: Truth or dare - Lucas Moreno
- 2019: The Last Summer - Ricky Santos
- 2020: Alone - Aiden

### Televisie
- 2002: Without a Trace - Robert
- 2005: Sue Thomas: F.B.Eye - Danny Abas
- 2005: Into the West - Jonge Abe Wheeler
- 2006: Smallville - Javier Ramirez
- 2006-2007: Brothers & Sisters - Gabriel Whedon/Gabriel Traylor
- 2007: Shorty McShorts' Shorts - Jose
- 2009: Lincoln Heights - Andrew Ortega
- 2011-2017: Teen Wolf - Scott McCall
- 2013: Workaholics - Billy Belk
- 2014: The Exes - Eric
- 2016-2017: Elena of Avalor - Prins Alonso
- 2017: Jane the Virgin - Adam
- 2018: Scream - Shane
- 2019-2021: Fast & Furious Spy Racers - Tony Toretto (stem)

- Gemeinsame Normdatei: 1156049946
- International Standard Name Identifier: 0000 0003 6735 9213
- Library of Congress Control Number: n2012013898
- MusicBrainz: ac35e9eb-ad79-437c-b5bc-ac2cbe2c37e9
- Virtual International Authority File: 232959159
- WorldCat: E39PBJd3JFxdRjxMYyJVpX3RKd